# Damnameneo
Nella mitologia greca, Damnameneo (greco antico: Δαμναμενευς, Damnameneus, ovvero "soggiogatore dei metalli") era uno dei Dattili, le divinità associate alla dea Rea e alla lavorazione dei metalli. Tra essi rappresentava l'attrezzo del martello, mentre i suoi fratelli Acmone e Chelmi rappresentavano rispettivamente l'incudine e il coltello
Con il nome di Damneo, che presenta la stessa etimologia, è indicato da Nonno di Panopoli anche come uno dei Coribanti e dei Cureti, divinità collegate e spesso identificate con i Dattili.